# Maurits Lammertink
Maurits Lammertink, né le 31 aout 1990 à Enter (Overijssel), est un coureur cycliste néerlandais professionnel de 2012 à 2021.

## Biographie
Steven Lammertink, frère de Maurits, est également coureur cycliste.
En 2011, Maurits Lammertink intègre l'équipe continentale Jo Piels. Il gagne cette année-là une étape du Czech Cycling Tour et prend la troisième place du Grand Prix de Francfort espoirs. Durant le premier semestre de 2012, il remporte une étape et le classement général du Carpathia Couriers Path, est à nouveau troisième du Grand Prix de Francfort espoirs, et septième du Tour de Cologne, parmi les professionnels.
À la fin du mois de juin 2012, il devient professionnel au sein de l'équipe Vacansoleil-DCM. En 2013, il dispute le Tour d'Italie, son premier grand tour. Il prend la cinquième place du Ster ZLM Toer et la huitième du Grand Prix de Francfort.
En fin d'année 2013, l'équipe Vacansoleil-DCM disparaît. Lammertink revient en 2014 chez Jo Piels. Durant cette saison, il est vainqueur du Circuit de Wallonie, et d'étape du Czech Cycling Tour et du Dookoła Mazowsza. Il se classe troisième du Tour d'Overijssel, du Dookoła Mazowsza.
En 2015, il redevient professionnel au sein de la nouvelle équipe Roompot, qui l'engage pour deux ans, qui prend le nom de Roompot Oranje Peloton au cours du mois de mars. En août, il remporte la dernière étape du Tour du Limousin.
En 2016, il remporte le classement général du Tour de Luxembourg devant le Belge Philippe Gilbert et le Luxembourgeois Alex Kirsch. Au mois d'août il signe un contrat avec la formation suisse Katusha-Alpecin.
En août 2018, il termine dixième du championnat d'Europe sur route à Glasgow.
Il termine deuxième de Paris-Camembert derrière Dorian Godon en septembre 2020. En 2021, il participe à l'Amstel Gold Race, où il est membre de l'échappée du jour. C'est également le cas lors de la Flèche wallonne.
Il termine sa carrière professionnelle le 20 juin 2021 lors de la course en ligne des Championnats des Pays-Bas de cyclisme sur route.

## Palmarès

### Palmarès sur route
- 2011
  - 4e étape du Czech Cycling Tour
  - 2e du championnat des Pays-Bas sur route espoirs
  - 3e du Grand Prix de Francfort espoirs
- 2012
  - Carpathia Couriers Path :
    - Classement général
    - 1re étape

  - PWZ Zuidenveldtour
  - 3e du Grand Prix de Francfort espoirs
- 2014
  - Circuit de Wallonie
  - 4e étape du Czech Cycling Tour
  - 5e étape du Dookoła Mazowsza
  - 3e du Tour d'Overijssel
  - 3e du Dookoła Mazowsza
- 2015
  - 4e étape du Tour du Limousin
  - 2e de la Coppa Sabatini
- 2016
  - Classement général du Tour de Luxembourg
- 2017
  - 4e étape du Tour de Belgique
- 2018
  - 8e de la Cadel Evans Great Ocean Race
  - 10e du championnat d'Europe sur route
- 2019
  - 2e du Tour de Luxembourg
- 2020
  - 2e de Paris-Camembert

### Résultats sur les grands tours

#### Tour de France
1 participation
- 2017 : 75e

#### Tour d'Italie
2 participations
- 2013 : 155e
- 2018 : 41e

#### Tour d'Espagne
1 participation 
- 2018 : non-partant (8e étape)

### Classements mondiaux
| Année           | 2011 | 2012 | 2013 | 2014 | 2015 |
| --------------- | ---- | ---- | ---- | ---- | ---- |
| UCI Europe Tour | 565e |      |      | 88e  | 57e  |